# Rådmansgatan (Stockholms tunnelbana)
Rådmansgatan ist eine unterirdische Station der Stockholmer U-Bahn. Sie befindet sich im Stadtteil Vasastaden. Die Station wird von der Gröna linjen des Stockholmer U-Bahn-Systems bedient. Die zentrale Lage in der Innenstadt machen die Station zu einer der vielfrequentierten Stationen des U-Bahn-Netzes. An einem normalen Werktag steigen 29.600 Pendler hier zu.
Die Station wurde am 26. Oktober 1952 in Betrieb genommen, als der U-Bahn-Abschnitt Hötorget–Vällingby eingeweiht wurde. Der Bahnhof wurde in offener Bauweise errichtet, die Bahnsteige befinden sich ca. acht Meter unter der Erde. Die Station liegt zwischen den Stationen Odenplan und Hötorget. Bis zum Stockholmer Hauptbahnhof ist es etwa ein Kilometer.

## Reisezeit
| Linie | bis Station     | Reisezeit | bis Station                    | Reisezeit         |
| T17   | Åkeshov         | 18 min    | T-Centralen Gamla stan Slussen | 3 min 4 min 6 min |
| T17   | Skarpnäck       | 22 min    | T-Centralen Gamla stan Slussen | 3 min 4 min 6 min |
| T18   | Alvik           | 11 min    | T-Centralen Gamla stan Slussen | 3 min 4 min 6 min |
| T18   | Farsta strand   | 27 min    | T-Centralen Gamla stan Slussen | 3 min 4 min 6 min |
| T19   | Hässelby strand | 30 min    | T-Centralen Gamla stan Slussen | 3 min 4 min 6 min |
| T19   | Hagsätra        | 26 min    | T-Centralen Gamla stan Slussen | 3 min 4 min 6 min |